# La fée Urgèle
La fée Urgèle, ou Ce qui plaît aux dames ist eine Opéra-comique von Egidio Duni in 4 Akten auf ein Libretto von Charles-Simon Favart. Die Oper wurde am 26. Oktober 1765 zum ersten Mal von den Comédiens Italiens auf Schloss Fontainebleau und am 4. Dezember darauf im Théâtre-Italien von Paris aufgeführt.
Das Libretto basiert auf Voltaires Ce qui plaît aux dames und Geoffrey Chaucers The Wife of Bath’s Tale in den Canterbury-Erzählungen.

## Geschichte
Das mittelalterliche Bühnenbild kostete laut Friedrich Melchior Grimms Correspondance littéraire 20.000 Pfund. Die Oper wurde in den folgenden Jahren mehr als hundert Mal aufgeführt und ebnete den Weg für andere Werke mit mittelalterlicher Thematik wie Aucassin et Nicolette ou Les mœurs du bon vieux temps (1780) und Richard Cœur de Lion (1784) von André-Ernest-Modeste Grétry und dem Librettisten Michel-Jean Sedaine.
Eine Oper mit dem gleichen Thema und mit gleichem Namen schuf in deutscher Sprache Ignaz Pleyel.

## Handlung
Robert ist ein Ritter, der in das Blumenmädchen Marton verliebt ist, die in Wirklichkeit die Fee Urgèle ist. Um ihn zu prüfen, muss er vor dem Gericht der Liebe erscheinen, wo er die Frage beantworten soll: Was gefällt den Frauen? Er muss zustimmen, eine ältere Frau zu heiraten, die sich dann in die wunderschöne Marton verwandelt.

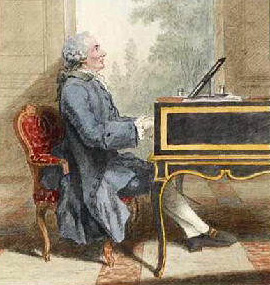
Egidio Duni ca. 1760

## Personen und Interpreten der Uraufführung
| Person                                                 | Stimme                   | Interpreten                                                                     |
| ------------------------------------------------------ | ------------------------ | ------------------------------------------------------------------------------- |
| Die Fee Urgèle/Marton                                  | Sopran                   | Marie-Thérèse Laruette-Villette                                                 |
| Robinette/Thérèse, Schäferin/Eine Alte                 | Sopran                   | Marie-Justine Favart                                                            |
| Robert, ein Ritter                                     | Baritenor                | Jean-Baptiste Guignard, „Clairval“                                              |
| La Hire, Knappe von Robert                             | Basso cantante           | Joseph Caillot                                                                  |
| Königin Berthe                                         | Sopran                   | Eulalie Desglands                                                               |
| Lisette, Schäferin                                     | Sopran                   | Mlle Adélaïde                                                                   |
| Denise, Bäuerin/Generalanwältin des Gerichts der Liebe | Sprechrolle              | Catherine Foulquier, „Catinon“                                                  |
| Alte Rätinnen des Gerichts der Liebe                   | Sprechrollen (Travestie) | Gabriel-Éléonor-Hervé Dubus de Champville, „Soli“, und Antoine-Étienne Balletti |
| Platzanweiserin                                        | Sprechrolle              | Mlle Léonore                                                                    |
| Jäger                                                  | Sprechrolle              | Jean-Baptiste Dehesse                                                           |
| Philinte, Schäfer                                      | Barockoboe               | M. Lobreau                                                                      |
| Licidas, weiterer Schäfer                              | Barockoboe               | Nicolas Beaupré                                                                 |